# Ariniș
Ariniș je obec v župě Maramureš v Rumunsku. Žije zde přibližně 1 100 obyvatel. Součástí obce jsou i dvě okolní vesnice.

## Části obce
- Ariniș – 702 obyvatel
- Rodina – 168 obyvatel
- Tămășești – 211 obyvatel